# 張伯維
張伯維（1990年7月22日—）為臺灣男子籃球運動員，場上位置為前鋒。

## 個人生活
張伯維為阿美族原住民。
2021年8月31日，張伯維駕車於高雄市台88線東向1.2K時發生追撞車禍，事後測出酒測值為每公升0.95毫克，警方依公共危險罪將張伯維移送高雄地檢署，檢方對諭知以11萬元緩起訴，並須接受法治教育。9月1日，高雄鋼鐵人懲處張伯維2021–22年賽季禁賽一年，並扣除三分之二薪水。9月2日，P. LEAGUE+召開仲裁委員會決定對張伯維開罰禁賽觀察期一年，執行期間為2021–22年賽季張伯維皆不能代表任何球團出賽，外加新臺幣50萬元以及最少300小時的公益勞動服務。
2022年12月27日，高雄鋼鐵人前鋒張伯維在對新竹街口攻城獅的比賽中，於第四節11分18秒對觀眾比中指，違反聯盟賽事章程第四章球員行為準則第25條道德條款及其他行為規範所指出的，「球員應維持職業運動員之公眾形象，不得有下列行為。第十款、 其他有損及聯盟形象之言行情節重大者。」除了聯盟決定處以禁賽，並且罰款15000元之外，球團也決定加重懲罰，對他罰款3萬元。

## 生涯數據

### P. LEAGUE+

#### 例行賽
| 賽季    | 球隊         | GP | MPG   | 2P% | 3P%   | FT% | RPG | APG | SPG | BPG | PPG |
| ------- | ------------ | -- | ----- | --- | ----- | --- | --- | --- | --- | --- | --- |
| 2020–21 | 臺北富邦勇士 | 10 | 11:20 | 52  | 19.23 | 60  | 1   | 0.1 | 0.3 | 0.3 | 4.4 |

## 外部連結
- 張伯維在fiba.basketball（英语）
- 張伯維在archive.fiba.com（存檔）（英语）
- 張伯維在P. LEAGUE+
- 張伯維在Eurobasket.com（球員）（英语）
- 張伯維在Flashscore（英语）